# Закаблуки (Сумская область)
Закаблуки (укр. Закаблуки) — село,
Малопавловский сельский совет,
Ахтырский район,
Сумская область,
Украина.
Код КОАТУУ — 5920385804. Население по переписи 2001 года составляет 32 человека.

## Географическое положение
Село Закаблуки находится между реками Ташань и Грунь.
На расстоянии до 2-х км расположены сёла Малая Павловка, Аврамковщина, Храпачов Яр (Полтавская область).
К селу примыкает небольшой лесной массив (дуб).
Рядом проходит автомобильная дорога Т-1705.